# Limbia
Limbia (gr. Λύμπια) – wieś w Republice Cypryjskiej, w dystrykcie Nikozja. W 2011 roku liczyła 2694 mieszkańców.